# If You Can Believe Your Eyes and Ears
Az 1966-os If You Can Believe Your Eyes and Ears The Mamas & the Papas debütáló nagylemeze. 2003-ban a Rolling Stone Minden idők 500 legjobb albuma listáján a 127. helyet szerezte meg. Bekerült továbbá az 1001 lemez, amit hallanod kell, mielőtt meghalsz könyvbe. A teljes album szerepel az együttes All the Leaves are Brown című válogatásán.

## Az album dalai
| 1. | Monday, Monday        | John Phillips                | 3:27 |
| 2. | Straight Shooter      | John Phillips                | 3:27 |
| 3. | Got a Feelin'         | John Phillips, Denny Doherty | 2:31 |
| 4. | I Call Your Name      | John Lennon, Paul McCartney  | 2:39 |
| 5. | Do You Wanna Dance    | Bobby Freeman                | 2:57 |
| 6. | Go Where You Wanna Go | John Phillips                | 2:30 |

| 1. | California Dreamin' | John Phillips, Michelle Phillips | 2:41 |
| 2. | Spanish Harlem      | Jerry Leiber, Phil Spector       | 3:21 |
| 3. | Somebody Groovy     | John Phillips                    | 3:15 |
| 4. | Hey Girl            | Phillips, Phillips               | 2:27 |
| 5. | You Baby            | Steve Barri, P. F. Sloan         | 2:19 |
| 6. | The "In" Crowd      | Billy Page                       | 3:10 |

## Helyezések
| Év   | Lista                | Helyezés |
| ---- | -------------------- | -------- |
| 1966 | Billboard Pop Albums | 1        |

## Közreműködők
- Denny Doherty – ének
- Cass Elliot – ének
- John Phillips – ének és gitár
- Michelle Phillips – ének
- P.F. Sloan – gitár és ének
- Larry Knechtel – billentyűk és basszusgitár
- Hal Blaine – dobok
- Joe Osborn – basszusgitár
- Peter Pilafian – elektromos hegedű